# Yahni
Le yahni est un plat traditionnel algérien ancien, il s’agit grossièrement de beignets de poulet en sauce.
C'est un plat typiquement consommé au quotidien par les Algériens lors du déjeuner. Il se distingue par le grand nombre d'épices utilisées — chacune en petite quantité, style algérois impose —, par son équilibre des saveurs, par sa légèreté et par sa gourmandise. 
Son origine remonte probablement à la culinairement prospère époque de l'État d'Alger.

## Préparation
Des morceaux de poulet sont d’abord cuits dans une sauce blanche avec oignon, poivre et cannelle. Après cuisson du poulet, les morceaux sont enrobés d’une pâte (mélange de farine, œuf, persil), ensuite frits dans l’huile, et remis à cuire dans la sauce.
En fin de cuisson, on ajoute la aakda (mélange de jaune d’œuf, citron et persil) pour lier la sauce du plat.
À Tlemcen, il existe un plat similaire appelé djaj mkeffet, qui se fait de la même façon que le yahni, mais le poulet est émietté et les épices utilisées sont différentes.